# 香港學界足球隊
香港學界足球隊（縮寫：H.K.S.S.F.），是香港學界體育聯會屬下的一支足球隊，代表香港參加亞洲及國內學界足球比賽，亦曾經派隊參與香港足球總會主辦的香港丙組（地區）足球聯賽，於2010-11年度球季丙組榜末附加賽名列包尾，被淘汰出局。

## 球隊近況
於2005-06年度球季，香港學界足球隊以10勝3和2負積33分的成績，奪得香港丙組（地區）足球聯賽冠軍，惟在升班附加賽中只得第三名，未能夠取得升班資格。
2008-09年度球季，香港學界足球隊在香港丙組（地區）足球聯賽以7勝2和5負得23分，以第5名完成賽季。
香港學界足球隊於2010-11年度球季丙組榜末附加賽名列包尾，按香港足球總會賽例被淘汰出局。

## 球會榮譽
| 丙組（地區）聯賽 冠軍 | 1 | 2005－06年 |

## 著名球員
- 歐陽耀沖、林學曦、陸建鳴、何浩文

歐陽耀沖

林學曦
何浩文

## 外部連結
- 香港足球總會 （页面存档备份，存于）
- 香港學界體育聯會官方網頁 （页面存档备份，存于）